# Johan Otto von Spreckelsen

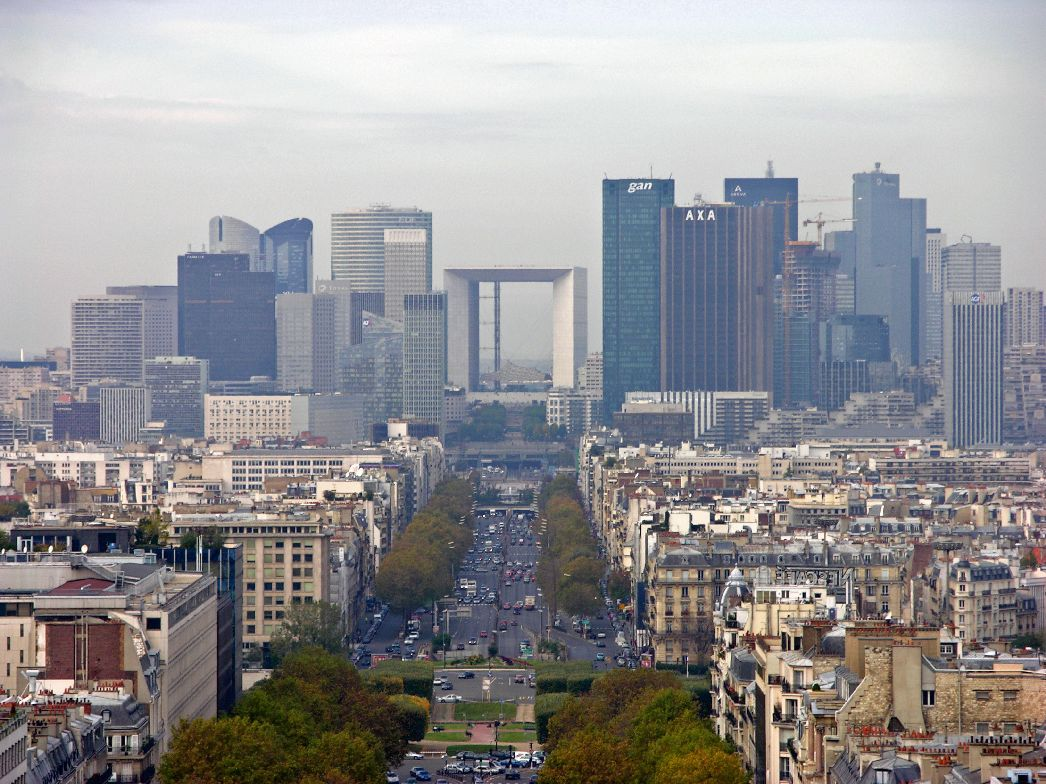
De Grande Arche in Puteaux - zijn bekendste ontwerp - gezien vanaf de Arc de Triomphe.

Johan Otto von Spreckelsen (4 mei 1929 - 16 maart 1987) was een Deense architect, vooral bekend door zijn ontwerp van de Grande Arche, een beeldbepalend gebouw in de wijk La Défense in Puteaux, nabij Parijs. Hij leidde eveneens de bouw van een aantal moderne kerken in Denemarken.

## Leven
Hij werd geboren in Viborg en studeerde aan de Viborg Katedralskole en de Royal Academy of Arts in Kopenhagen . Later werd hij universitair assistent aan deze Academie en vanaf 1978 was hij professor aan de Academie voor Schone Kunsten,afdeling Architectuur. Later was hij er directeur tot zijn overlijden.

## Kerken
Hij leidde de bouw van verschillende moderne kerken in Denemarken, waaronder de Vangede Kirke nabij Kopenhagen (1974), de Stavnsholt Kirke in Farum (1981) en twee rooms-katholieke kerken, één in Esbjerg (1969) en één in Hvidovre, beide gewijd aan Sint-Nicolaas .
Hij was bescheiden over zijn werk. In een interview verklaarde hij eens dat hij een architect was die drie kerken en een huis bouwde. Hij baseerde zich vaak op eenvoudige geometrische figuren, zoals  te zien is in zijn kerken, interieurs en zelfs kerkorgels.

## La Défense
Zijn ontwerp won de internationale wedstrijd voor de Grande Arche in Puteaux, Frankrijk. De Franse president François Mitterrand vond het het beste vanwege zijn 'zuiverheid en kracht'. Dit 110 meter hoge werk werd ingehuldigd in 1989. Het maakte met opmerkelijk vermogen gebruik van de technologie van die tijd en was geïnspireerd door de Arc de Triomphe de l'Etoile. Het monument, gelegen in het hart van het financiële district van La Défense, is gebouwd met graniet en Carrara-marmer. Vanaf het terras is er een panoramisch uitzicht over de Axe historique met de Arc de Triomphe, de Champs-Élysées, de Obelisk op de Place de la Concorde, de tuinen van de Tuileries tot het Louvre.

## Galerij

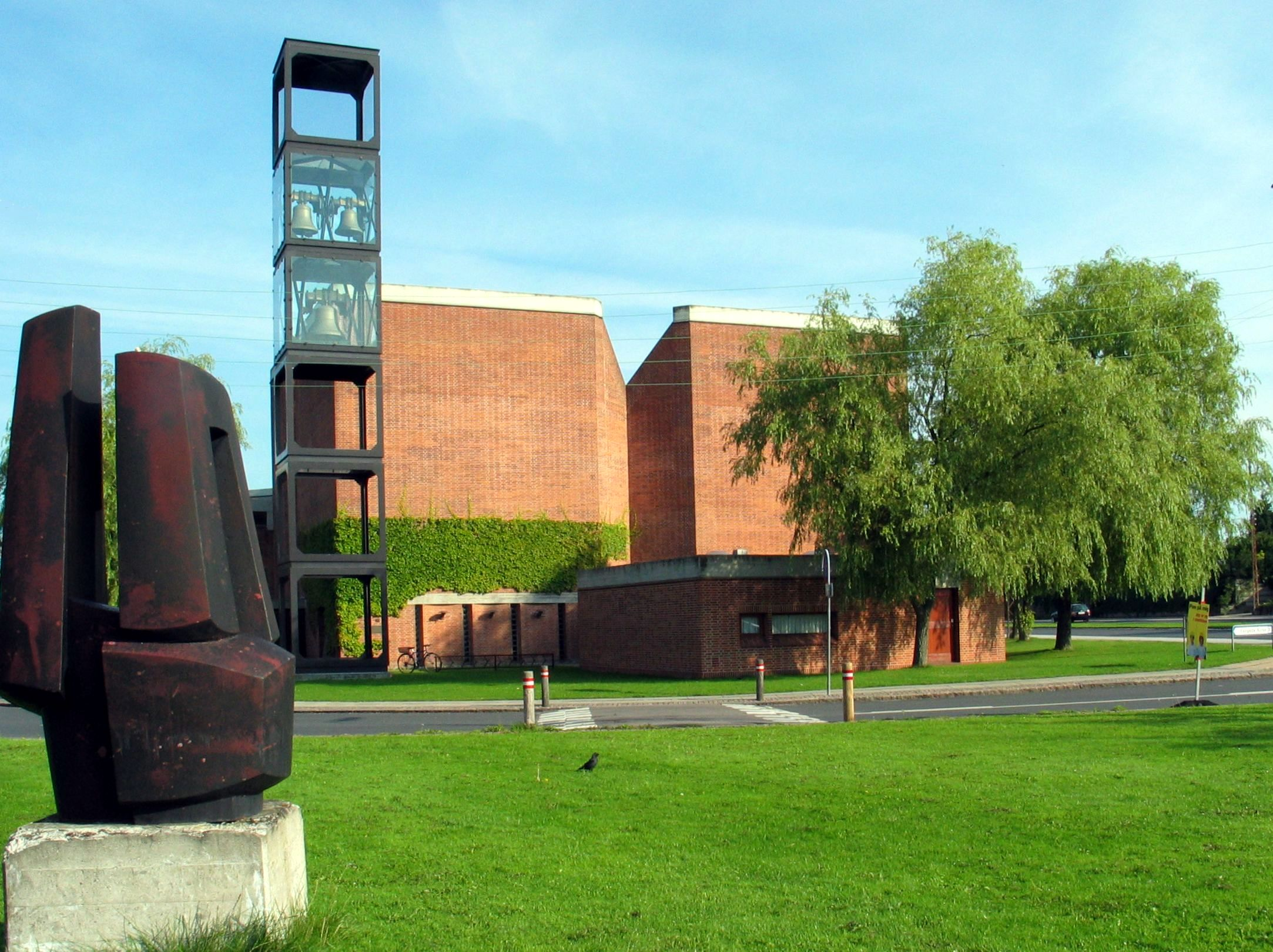
Vangede Kirke
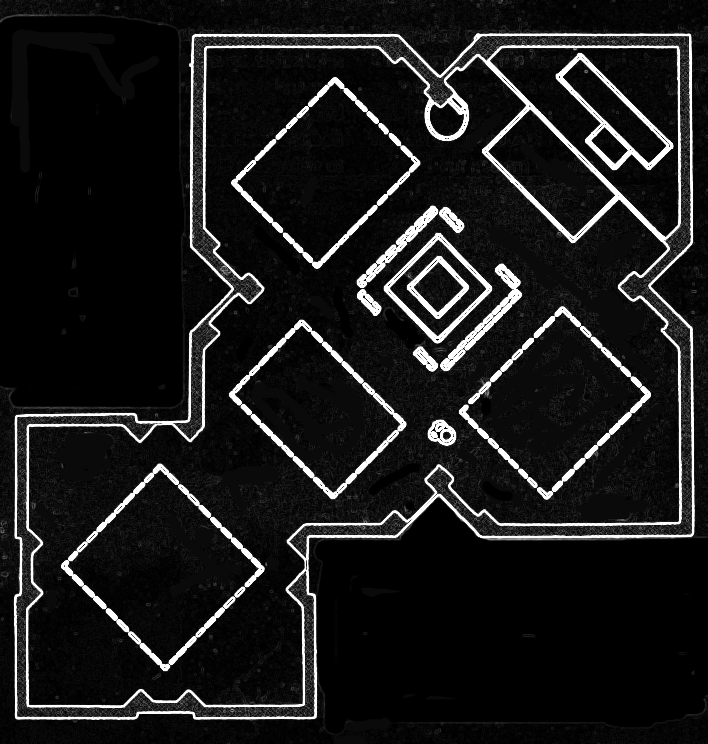
Vangede plan
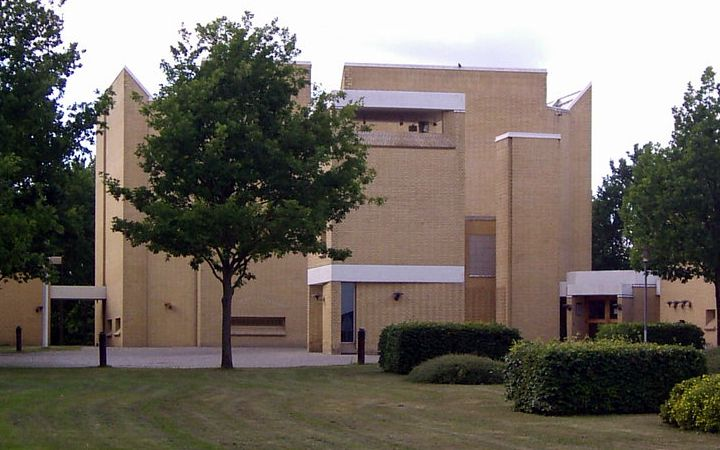
Stavnsholt Kirke
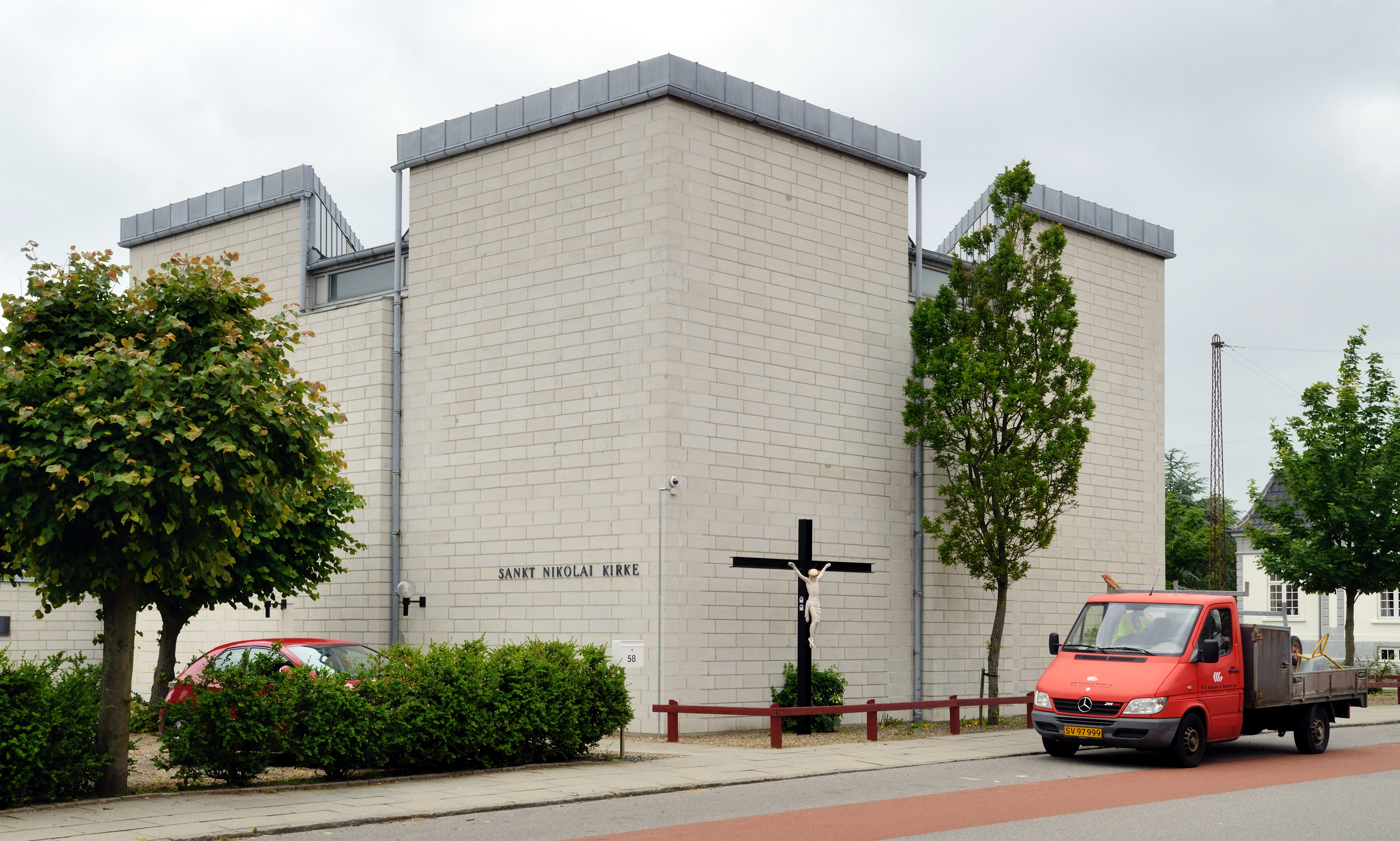
St Nikolaj, Esbjerg